# Ovington (Essex)
Pour les articles homonymes, voir Ovington.
Ovington est un village et une paroisse civile de l'Essex, en Angleterre.